# Inspektor Clouseau (Film)
Inspektor Clouseau (Originaltitel: Inspector Clouseau) ist der dritte Film der Pink-Panther-Reihe aus dem Jahr 1968 und der erste, der nicht unter der Regie von Blake Edwards entstand. Diese übernahm stattdessen Bud Yorkin, die Rolle des tollpatschigen Inspektors spielte in diesem Film Alan Arkin.
Der Film wurde von der Kritik überwiegend negativ aufgenommen und war auch kein großer Erfolg an den Kinokassen.

## Inhalt
Eine organisierte Verbrecherbande plant nach einem gelungenen Coup ihren zweiten Überfall in Großbritannien. Scotland Yard vermutet einen Verräter in den eigenen Reihen, deshalb wird Inspektor Clouseau vom Premierminister nach Großbritannien berufen, um den Fall zu lösen. Commissioner Braithwaite, der bisher die Ermittlungen leitete, wird von den Eingriffen des Inspektors zur Weißglut gebracht. Clouseau schafft es, zwei Mordanschläge zu verhindern, in der Folge wird er von der Bande entführt. Diese fertigt Masken seines Gesichts an, um weitere Banküberfälle in der Schweiz durchzuführen. Letztlich gelingt es Clouseau, den Plan der Verbrecher zu vereiteln und den Verräter beim Yard zu enttarnen.

## Kritik
Renata Adler schrieb in der New York Times vom 25. Juli 1968, die Komödie sei so „uninspiriert“ und derart „unerbittlich schrecklich“, dass sie beim Publikum eher ein Würgen statt einem Lachen auslöse.

„Weitaus weniger originell und amüsant als die ‚echten‘ Pink-Panther-Komödien.“

## Trivia
- Alan Arkin erhielt die Rolle, da Peter Sellers wegen Dreharbeiten an Der Partyschreck nicht verfügbar war.[4]
- Arkin spielte auch die Rollen der Verbrecher, wenn sie als Clouseau verkleidet waren.[4]